# 애슐리 레갯
애슐리 레갯(Ashley Leggat, 1986년 9월 26일 ~ )은 캐나다의 배우이다.

## 출연 작품

### 영화
- 드라마 퀸 (2004)
- 저크 이론 (2008, The Jerk Theory)
- The Perfect Girlfriend (2015)

### 텔레비전
- Ace Lightning (2004)